# Hilding Rösiö
Ture Hilding Sigfrid Rösiö, född 7 augusti 1902 i Jönköping, död 1985, var en svensk tecknare, grafiker och målare.
Han var son till Per Rösiö och Elin Mattson och från 1945 gift med Margareta Andersson. Rösiö studerade några månader på Høyers målarskola i Köpenhamn 1919 och fortsatte därefter sina studier vid Konsthögskolan i Stockholm 1921–1926. Han vistades från 1927 under en tioårsperiod utomlands huvudsakligen i Frankrike men kortare perioder i bland annat Libyen, Marocko, Sydafrika och Västafrika. Separat ställde han ut i Jönköping ett flertal gånger första gången 1925 och tillsammans med Classe Campbell ställde han ut på Gummesons konsthall 1959. Han medverkade i Konst- och industriutställningen i Jönköping 1928, Sveriges allmänna konstförenings höstsalong 1945, utställningen Svart och vitt på Konstakademien 1955 och i ett stort antal samlingsutställningar arrangerade av Norra Smålands konstförening, Södra Vätterbygdens konstnärer och Smålands konstnärsförbund. Hans konst består av porträttstudier av kvinnor och barn samt afrikanska målningar med afton- eller morgondis men han var främst verksam som tecknare och reseskildrare. Några av hans Afrikaskildringar från Italienska Somaliland är reproducerade i hans reseskildring Från Benadirkusten till Guiba som utgavs 1937. Rösiö finns representerad vid Nationalmuseum, Moderna museet, Hallands konstmuseum och Jönköpings museum.